# Resguardo indígena de Pitayó
Pitayó, reconocido oficialmente como corregimiento del municipio colombiano de Silvia (Cauca) el 3 de mayo de 1865, es uno de los cinco pueblos que conformaron el antiguo cacicazgo de Pitayó, junto con Jambaló, Quichaya, Pueblo Nuevo y Caldono.

## Comunidad de Pitayó

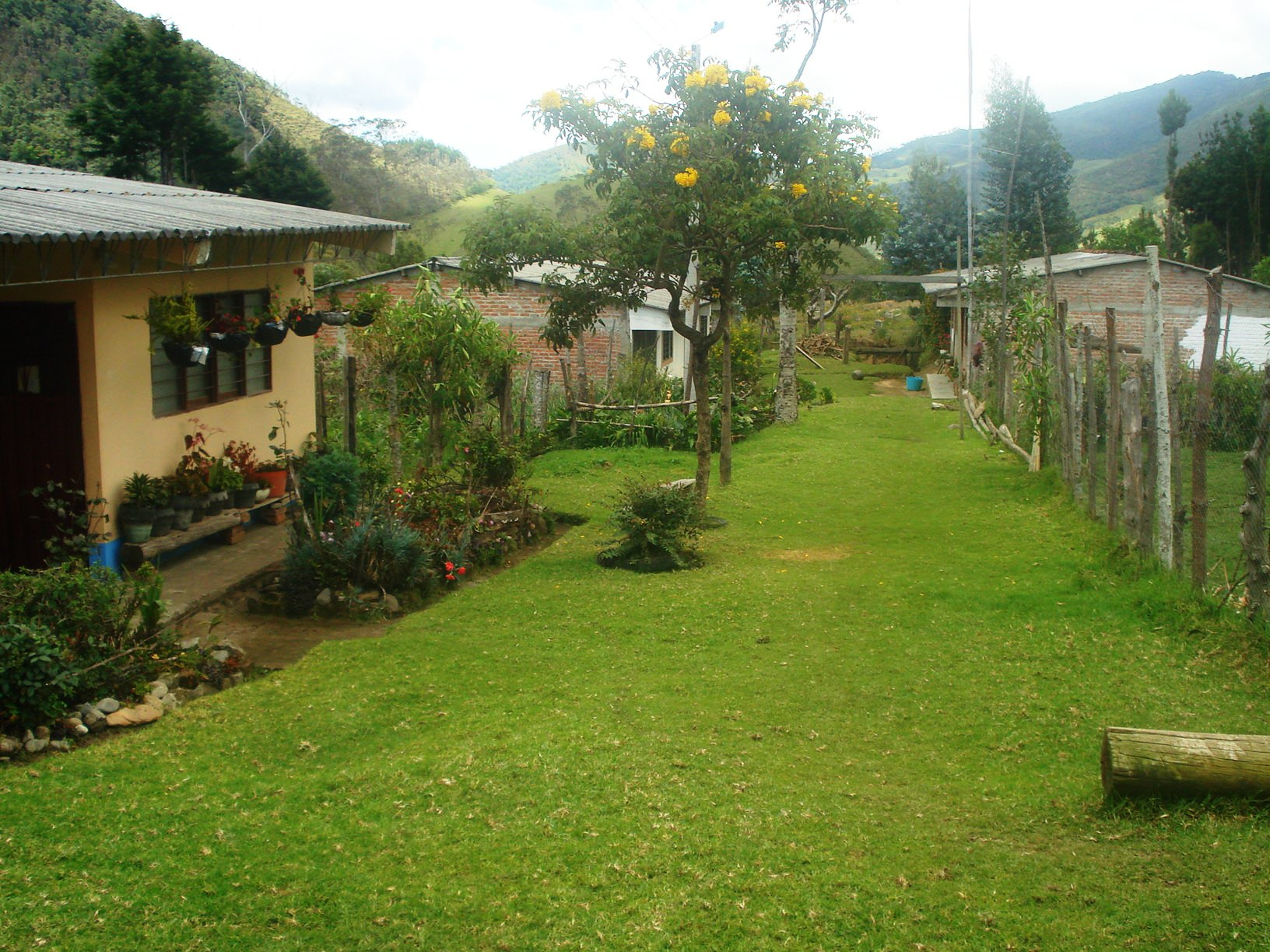
Calle

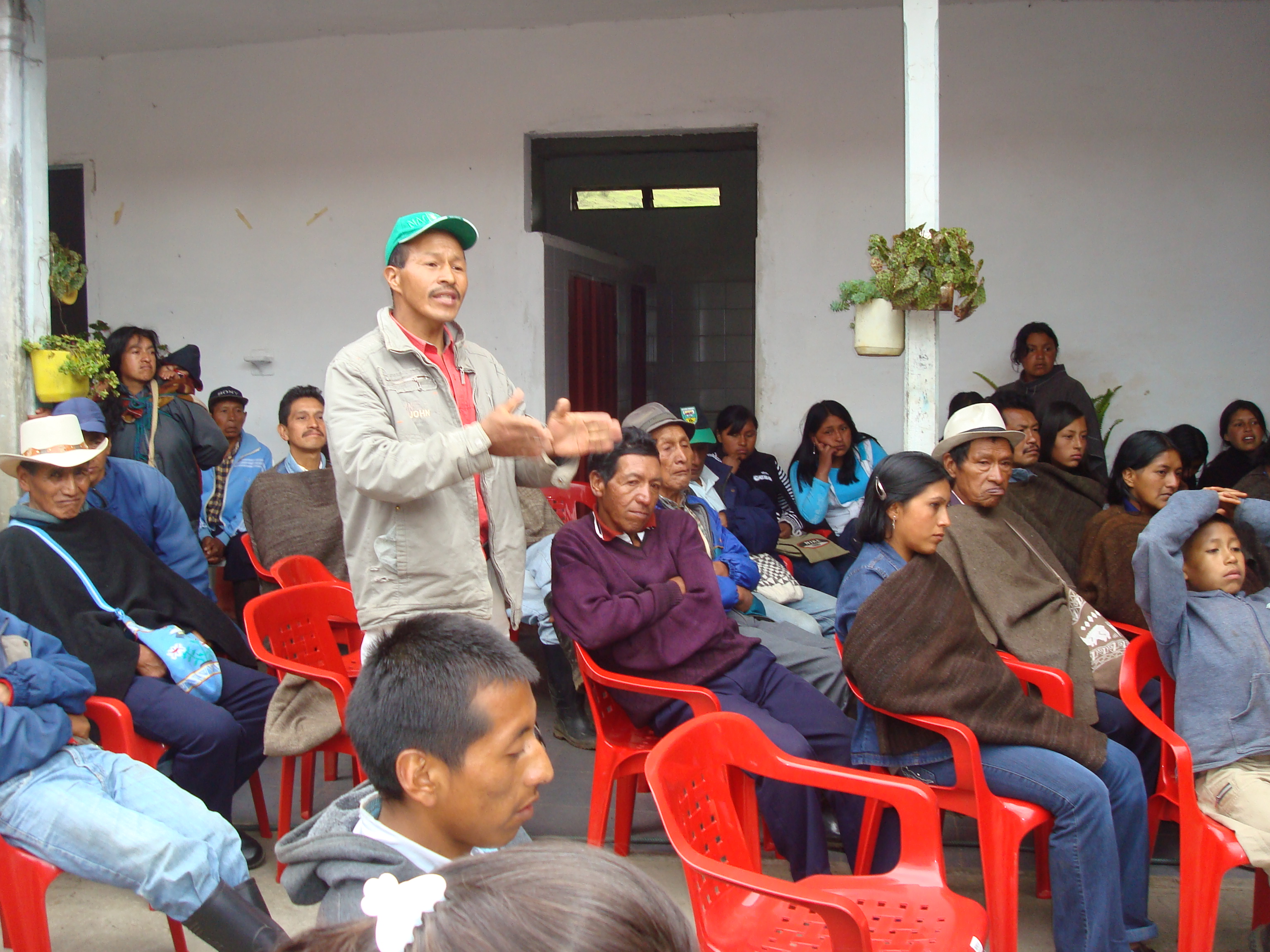
Comuneros

La comunidad de Pitayó, está ubicado al norte del municipio  de Silvia (Cauca), al nororiente del departamento del Cauca y al suroeste del territorio colombiano, a 20 km de la cabecera municipal y a 85 km de la capital del departamento que es Popayán. Pitayó está situado en las estribaciones de la cordillera central a una altitud promedio de 3.000 m s. n. m.
La población del de Pitayó asciende a 5.624 habitantes, de los cuales 2.779 (49,41%) son hombres y 2.845 (50,58%) son mujeres. En Pitayó se conjugan etnias mestizas, que es fácilmente reconocible en otros sitios pues está dotado de buen humor y por ser un gran conversador.

## Actividades económicas

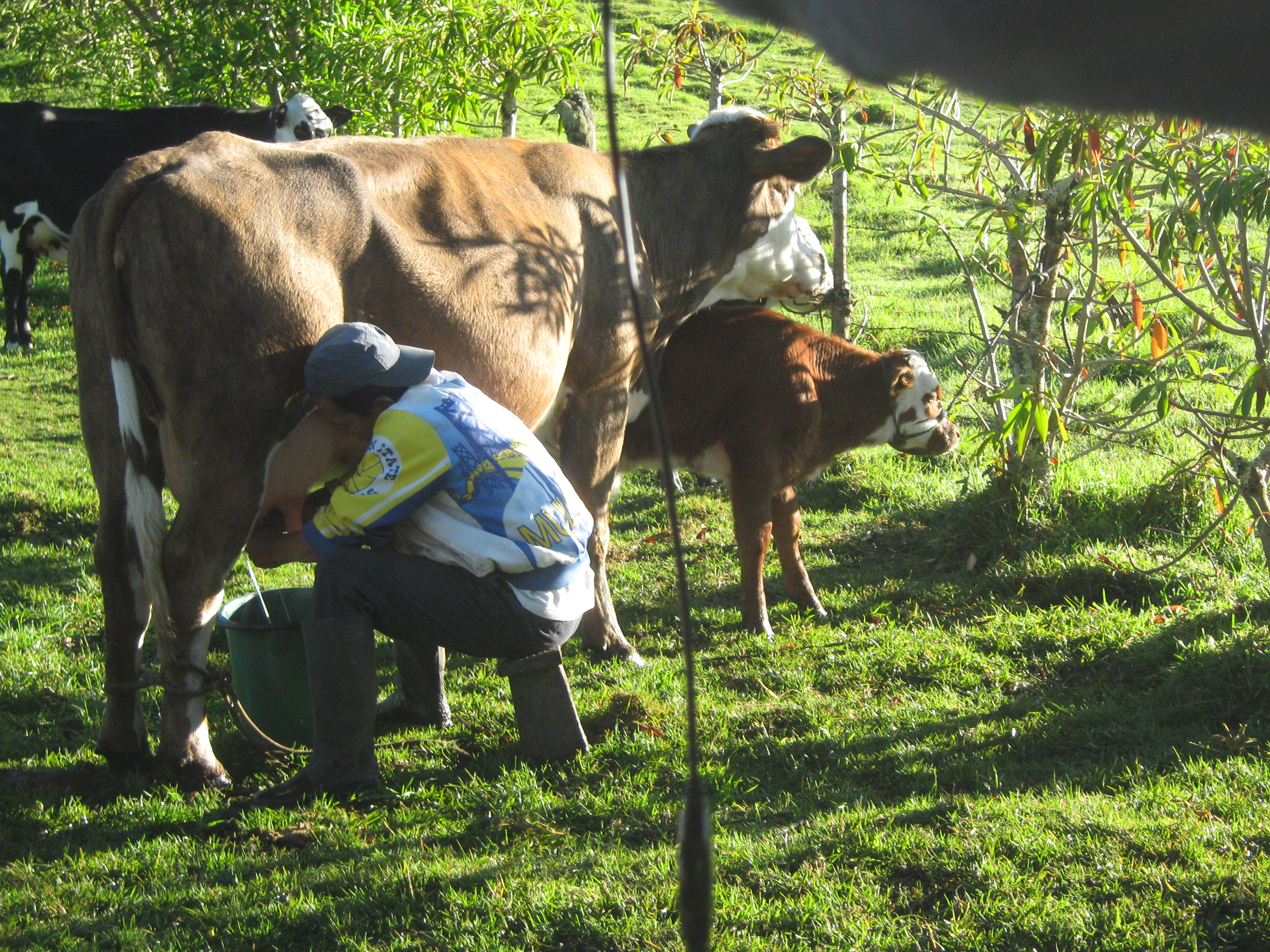
Ordeñando

Como actividad económica más importante se destaca la ganadería de leche, el cultivo de la tierra y la actividad piscícola.
La tecnología se ha apropiado en muchos proyectos como la piscicultura. Es así como la estación piscícola de Quintero se ha convertido en un ejemplo de la misma y también en un sitio turístico que combina la producción, el deporte y la recreación en un hermoso proyecto comunitario.

## Cooperativa de quesos de Pitayó
La Cooperativa de Pitayó apropia tecnología suiza para la transformación de la leche en la producción de quesos de diferentes tipos como el campesino, mozzarella, doble crema, tilsit, provolone, andino y dambo, además de mantequilla y yogur.

## Importancia de la lana en la cultura

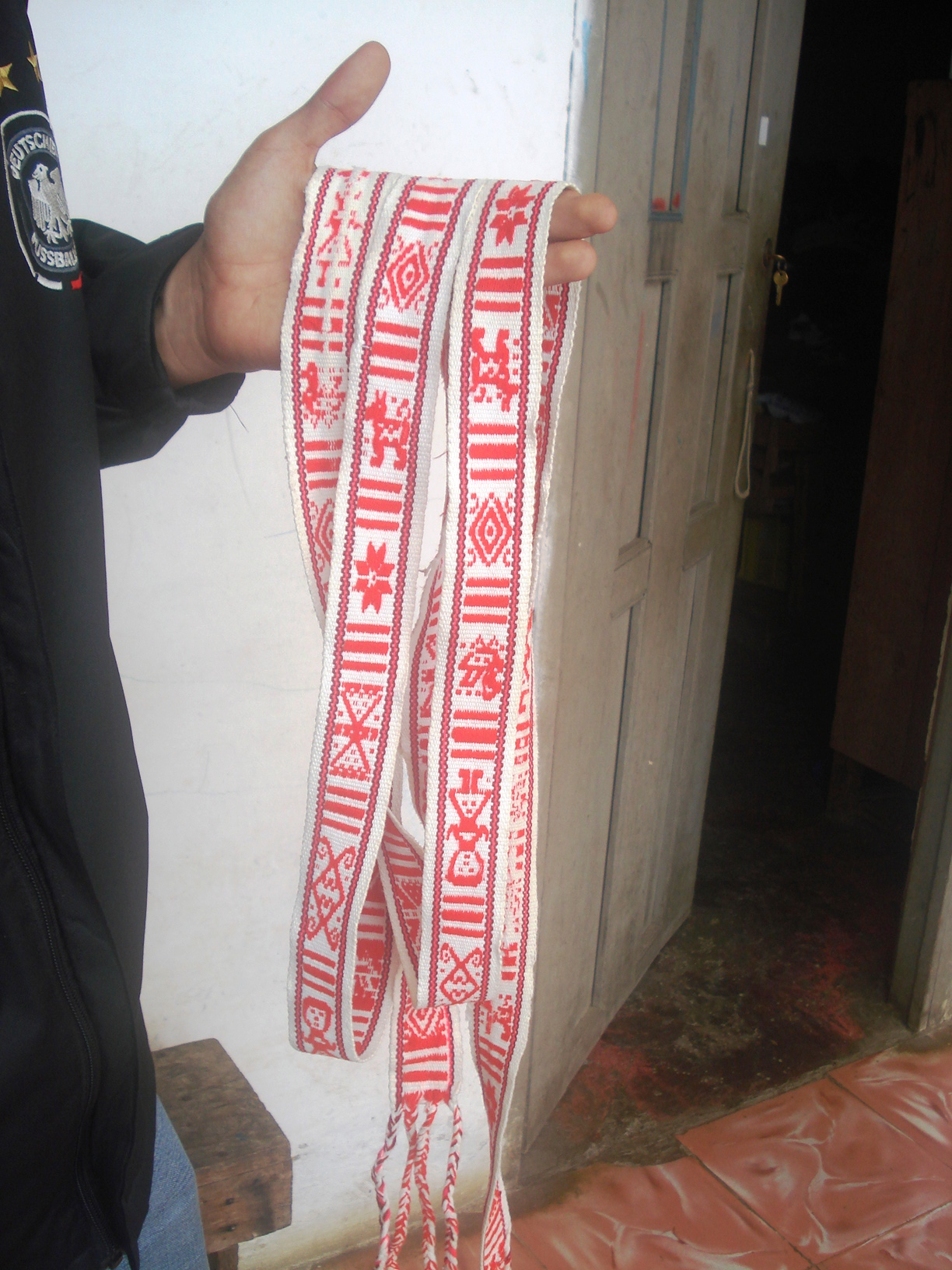
Chumbe

Es de anotar que el ganado ovino, aunque hoy poco se encuentra, representa una fuente cultural importante, ya que con la lana de estos animales las mujeres Paeces elaboran sus vestuarios tales como ruanas, cobijas, chumbes, mochilas.

## Agricultura
La tierra tiene un gran valor, pues representa el principio de la vida y es la fuente de producción de maíz, alimento básico para preparar sus comidas típicas como la mazamorra, arepas, mote (maíz pelado con ceniza y luego cocido), sango (sopa de maíz molido) y chicha (bebida alcohólica y fermentada).